# Vallanzengo
Vallanzengo là một đô thị ở tỉnh Biella vùng Piedmont của nước Ý, có vị trí cách khoảng 70 km về phía đông bắc của of Torino và khoảng 4 km về phía tây bắc của of Biella. Tại thời điểm ngày 31 tháng 12 năm 2004, đô thị này có dân số 236 người và diện tích là 3,9 km².
Vallanzengo giáp các đô thị: Bioglio, Callabiana, Camandona, Mosso, Piatto, Quaregna, Trivero, Valle Mosso, Valle San Nicolao.